# Loiredalen
Loiredalen (Val de Loire på fransk) er en dal, der går fra Nantes til omkring Moulins og følger Frankrigs længste flod Loire – heraf navnet.
Området er kendt for sine slotte samt ikke mindst som vindistrikt.
Det var også en af de første dale, op ad hvilken vikingerne sejlede i Frankrig.
I år 2000 blev Loiredalens strækning fra Chalonnes-sur-Loire til Sully-sur-Loire optaget på UNESCOs Verdensarvsliste.

## Vigtige byer ved Loiredalen
- Wikimedia Commons har flere filer relateret til Loiredalen
- Saint-Nazaire
- Nantes
- Amboise
- Orléans
- Blois
- Angers
- Montsoreau
- Saumur
- Nevers
- Bourges
- Moulins
- Sancerre
- Cosne sur Loire
- Sully sur Loire
- La Charité sur Loire